# República Rauraciana

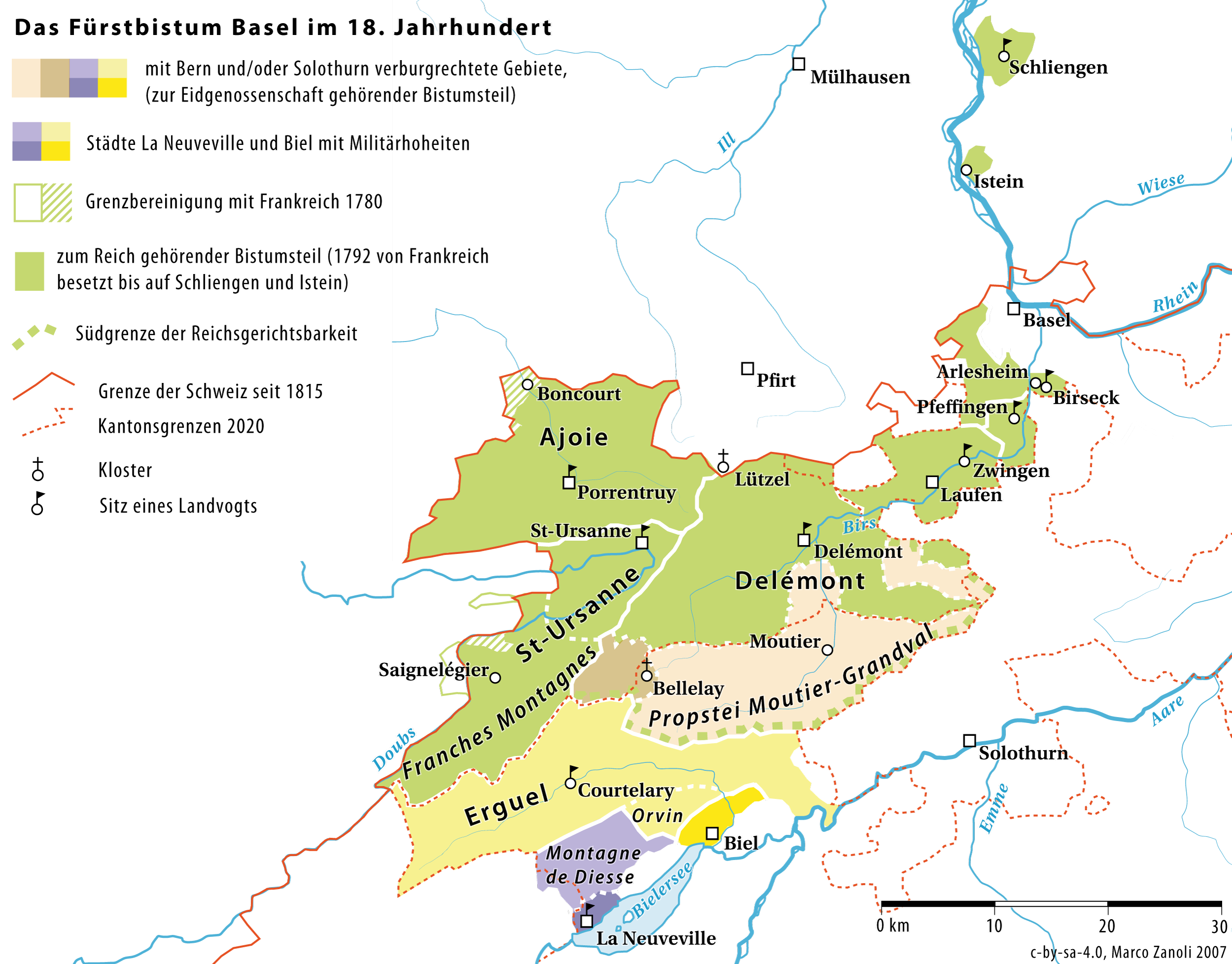
Imagen referencial de La República Rauraciana.

La República Rauraciana (en francés: République rauracienne) fue una efímera república hermana de la Francia revolucionaria. Su capital era Porrentruy.
Tras proclamarse el 21 de septiembre de 1792 el fin de la monarquía constitucional francesa y el inicio de la Primera República, el príncipe-obispo de Basilea desde 1782, Franz Joseph Sigismund von Roggenbach (1726-1794), tuvo que refugiarse con los austriacos en Constanza. El territorio quedó en manos de comités revolucionarios que proclamaron la república el 17 de diciembre. Poco después, la asamblea del país votó la incorporación a Francia como el departamento de Mont-Terrible, lo que sucedió el 23 de marzo de 1793. 
Después del Congreso de Viena en 1815, el territorio fue dividido entre los cantones suizos de Berna y Basilea.